# Vlag van Wake

Vlag van de Verenigde Staten en de officiële vlag van Wake-eiland

Niet-officiële vlag van Wake-eiland

De functie van vlag van Wake wordt uitgevoerd door de vlag van de Verenigde Staten, aangezien Wake een Amerikaans territorium is en geen eigen officiële vlag heeft.
Er is wel een niet-officiële vlag in gebruik. Deze toont aan de hijszijde een blauwe verticale baan met daarnaast twee horizontale banen in de kleuren wit (boven) en rood, waarbij de rand tussen de verticale baan en de rest van de vlag een knik vertoont op de plaats waar de witte en rode baan elkaar raken. De drie kleuren verwijzen naar de Amerikaanse vlag.
Centraal in de blauwe baan staat het logo van Wake, geplaatst tussen drie sterren. Het logo toont de naam van het eiland en een gestileerde weergave van het bovenaanzicht van Wake-eiland. Wake-eiland bestaat eigenlijk uit drie eilanden, namelijk Wake zelf en de eilandjes Wilkes en Peale, die vrijwel tegen Wake aan liggen. De drie sterren in de vlag symboliseren deze drie eilanden.